# Constantin Sandu
Constantin Sandu (19 de abril de 1977) es un deportista rumano que compitió en esgrima, especialista en la modalidad de sable. Ganó tres medallas en el Campeonato Europeo de Esgrima, ente los años 1999 y 2006.

## Palmarés internacional
| Campeonato Europeo | Campeonato Europeo     | Campeonato Europeo | Campeonato Europeo |
| Año                | Lugar                  | Medalla            | Prueba             |
| ------------------ | ---------------------- | ------------------ | ------------------ |
| 1999               | Bolzano (Italia)       | Medalla de plata   | Sable por equipos  |
| 2005               | Zalaegerszeg (Hungría) | Medalla de bronce  | Sable por equipos  |
| 2006               | Esmirna (Turquía)      | Medalla de oro     | Sable por equipos  |